# Agustín Javier Zamarrón
Agustín Javier Zamarrón Moreno (Riaza, Segovia, 2 de febrero de 1946) es un médico y político español. Fue diputado en Cortes por la provincia de Burgos durante la xiii y xiv legislaturas, así como presidente de las comisiones de Cultura y Deporte y de Peticiones.

## Biografía
Nacido en Riaza, Segovia, en 1946, es licenciado en Medicina y especialista en medicina interna y aparato digestivo. Fue miembro y director del Departamento de Medicina Interna en el Hospital Santiago Apóstol, de Miranda de Ebro. Además, posee un máster en Bioética. Y formó parte del Comité Nacional de Bioética.

### Trayectoria política
En las elecciones generales de abril del 2019 resultó elegido diputado por la circunscripción de Burgos. Ocupó la segunda posición en la candidatura del Partido Socialista Obrero Español, la cual ganó en la circunscripción provincial con más del 28 % de los votos.
Se hizo especialmente conocido por presidir, durante las sesiones constitutivas de la xiii y xiv legislaturas, la mesa de edad al ser el diputado de más edad, 73 años. Durante estas legislaturas, llegó a ser elegido presidente de la Comisión de Peticiones, presidente de la Comisión de Cultura y Deporte y miembro de la Comisión de Sanidad.
Abandonó la política tras la finalización de la xiv legislatura.